# 耆老
耆老，又名耆宿，一般指代德高望重的长者，于先秦时代多指为拥有一定道德品行并地位显要的长者。

## 语义
据《说文》、《尔雅》所解释，“耆”字可理解为长、老之意。《礼记》更为细化，规定六十岁才可称耆。
耆老一词有数种近义词，如“耆艾”、“耆耇”等。

## 耆老群体地位变迁及词义沿革
三代初中期，有年老的长者，地位显贵德行出众，但是不为官员，多被尊称为耆老。他们多在君主需要时提供一定的政见，不参与平时的行政事务。后因商周时期的社会结构变迁，耆老一词被用于指代广义上的老年人，本身意义被“国老”一词所取代。
周代时耆老除广义范围的老年人，可特指为因国事而死的人的长辈。